# Виконт Чилстон

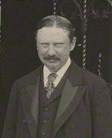
Аретас Экерс-Дуглас, 1-й виконт Чилстон (1851—1926)

Виконт Чилстон из Ботон-Малхерб в графстве Кент — наследственный титул в системе Пэрства Соединённого королевства. Он был создан 6 июля 1911 года для консервативного политика Аретаса Экерса-Дугласа (1851—1926). Он дважды избирался депутатом Палаты общин Великобритании, занимал посты парламентского секретаря казначейства (1885—1886, 1866—1892), первого комиссара по труду (1895—1902) и министра внутренних дел (1902—1905). Название виконтства происходит от Чилстон Парка, загородного дома Экерсов-Дугласов в Кенте. Вместе с титулом виконта он получил титул барона Дугласа из Баадса в графстве Мидлотиан (Пэрство Соединённого королевства). Его старший сын, Экерс-Дуглас, Аретас, 2-й виконт Чилстон (1876—1947), служил послом Великобритании в Австрии (1921—1928), Венгрии (1928—1933) и СССР (1933—1938). Ему наследовал второй сын, Эрик Александр Экерс-Дуглас, 3-й виконт Чилстон (1910—1982).
По состоянию на 2025 год носителем титулов являлся двоюродный брат последнего, Аластер Джордж Экерс-Дуглас (род. 1946), который сменил 3-го виконта в 1982 году. Он был внуком достопочтенного Джорджа Александра Экерса-Дугласа, второго сына 1-го виконта Чилстона.

## Виконты Чилстон (1911)
- 1911—1926: Аретас Экерс-Дуглас, 1-й виконт Чилстон (21 октября 1851 — 15 января 1926), сын преподобного Аретаса Акерса (1824—1900)
- 1926—1947: Аретас Экерс-Дуглас, 2-й виконт Чилстон (17 февраля 1876 — 25 июля 1947), старший сын предыдущего
  - Достопочтенный Аретас Экерс-Дуглас (7 ноября 1905 — 28 февраля 1940), старший сын предыдущего
- 1947—1982: Эрик Александр Экерс-Дуглас, 3-й виконт Чилстон (17 декабря 1910 — 10 апреля 1982), младший брат предыдущего
- 1982 — настоящее время: Аластер Джордж Экерс-Дуглас, 4-й виконт Чилстон (род. 5 сентября 1946), единственный сын Иэна Стэнли Экерса-Дугласа (1909—1952) от второго брака, внук Джорджа Александра Экерса-Дугласа (1878—1955), правнук 1-го виконта Чилстона
  - Наследник: Достопочтенный Оливер Иэн Экерс-Дуглас (род. 13 октября 1973), старший сын предыдущего
    - Наследник наследника: Иво Аретас Экерс-Дуглас (род. 27 июля 2007), старший сын предыдущего.